# Loxodocus cressoni
Loxodocus cressoni là một loài tò vò trong họ Ichneumonidae.